# McLemoresville, Tennessee
McLemoresville este un oraș în comitatul Carroll din statul Tennessee, Statele Unite ale Americii. Populația la recensământul din 2000 a fost 259 de locuitori.

## Date geografice
McLemoresville este situat la 35°59′15″N 88°34′39″V / 35.98750°N 88.57750°V.
Potrivit United States Census Bureau, orașul are o suprafață totală de 0,7 mile pătrate (1,9 km ²), uscat.

## Istoric
Oraș o dată apreciat, pe la mijlocul secolului al XIX-lea, avea peste 11 saloane, mai multe școli, și mai multe hanuri și restaurante.  McLemoresville a fost o dată, pentru scurt timp în 1800, reședința comitatului Carroll County, fiind cel mai mare oraș din comitat. Colegiul Bethel, Cumberland Presbyterian Church care a fost doar patru ani colegiu de arte liberale, a început activitatea în McLemoresville. Ambele colegii mai târziu s-au mutat la McKenzie, Tennessee, după ce companiile de cale ferată pe la mijlocul anilor 1800 nu au inclus McLemoresville, în broșurile lor. Orașul a început apoi să scadă ca populație. Mai târziu, în 1950, Facultatea de Teologie s-a mutat la Memphis, Tennessee, unde a fost redenumit ca Seminarul Teologic Memphis .

## Personalități marcante
- Dixie Carter

1. ↑  2010 U.S. Gazetteer Files, accesat în 9 iulie 2020